# 동주교통
동주교통은 부산광역시 사상구에 소속해 있는 마을버스 운송업체이다.

## 차고지
- 부산광역시 사상구 동주로 28 (주례동, 본사)

## 운행 노선
- 사상3번 (현대무지개아파트 ~ 벽산아파트)
- 사상3-1번 (현대무지개아파트 ~ 동양아파트)